# Irácké letectvo

Původní znak používaný od založení letectva ve 30. letech až do invaze v roce 2003

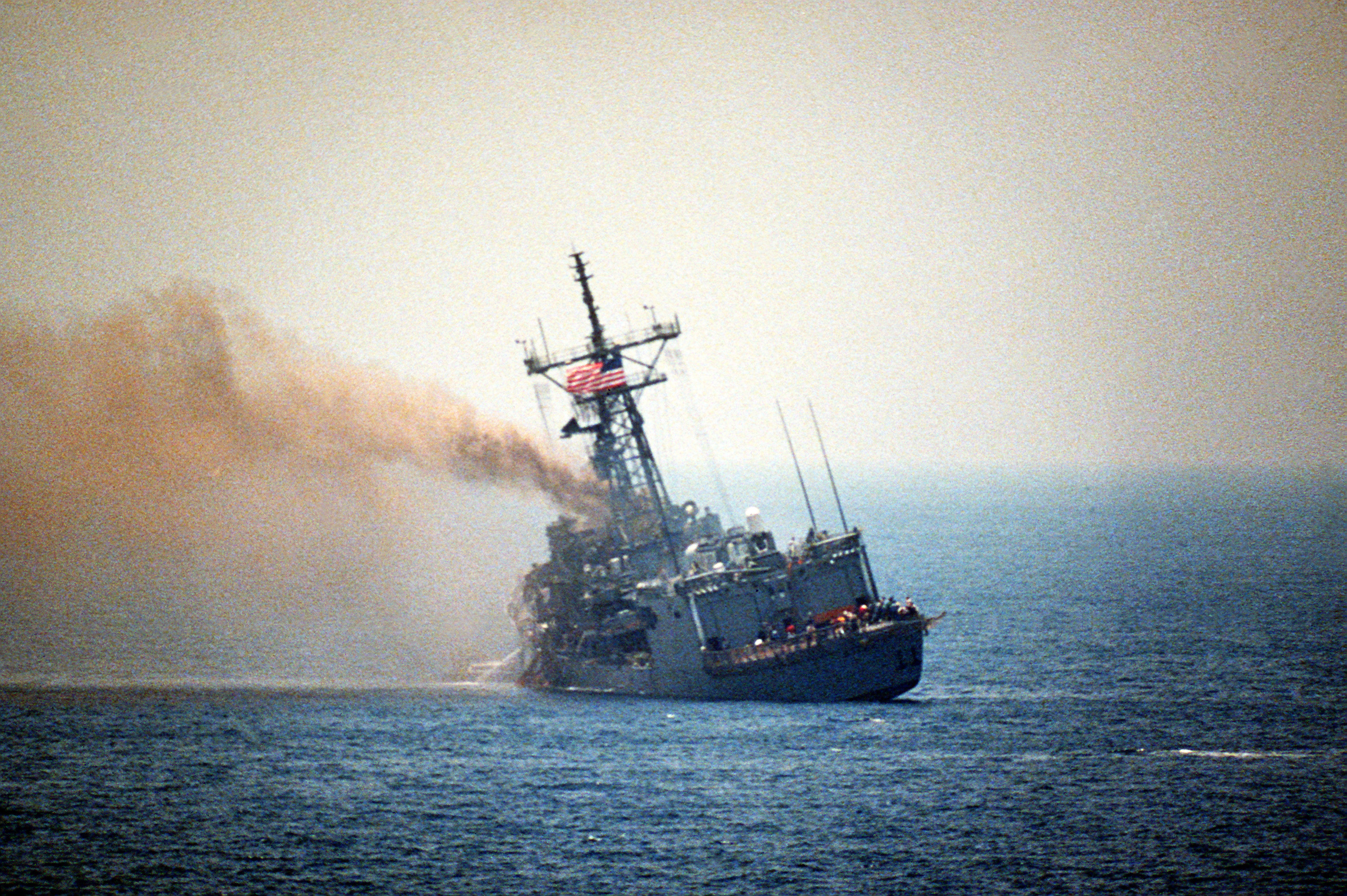
USS Stark po zásahu dvěma iráckými raketami Exocet

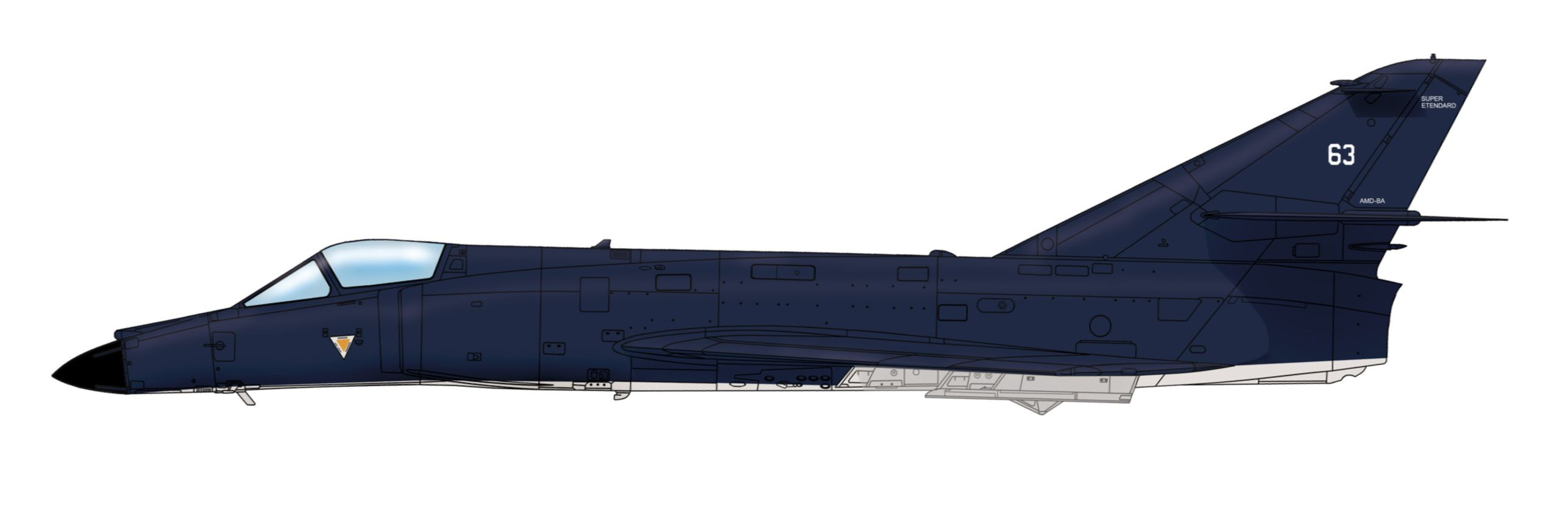
Dassaulty Super Étendard iráckého letectva nenesly v roce 1983 žádné výsostné označení a byly nasazeny proti lodní dopravě v Perském zálivu

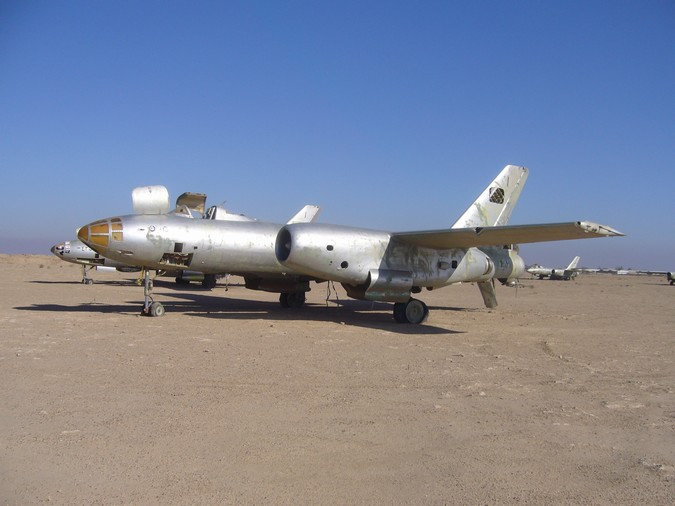
Irácké letouny Iljušin Il-28 Beagle

Irácké letectvo (IQAF) (arabsky القوة الجوية العراقية‎, Al Qauwa al Džauwíja al Iráqíja) je letecká složka iráckých ozbrojených sil odpovědná za dohled nad národními hranicemi a nad územím Iráku. Také působí jako podpůrná síla iráckého námořnictva a irácké armády, kterou není problém rychle nasadit.

## Historie
Irácké letectvo bylo založeno v roce 1931 během britské správy Iráku. Z počátku neslo oficiální název Royal Iraqi Air Force (RIAF), tedy Královské irácké vzdušné síly. Až na krátké období během druhé světové války irácké letectvo provozovalo převážně britská letadla, a to až do revoluce v roce 1958, kdy se nová irácká vláda začala orientovat na Sovětský svaz. Se založením RIAF se zároveň začalo s výstavbou dalších vybavených letišť, které bylo do té doby pouze v Bagdádu, např. v lokalitách Hinaidi, Shaiba a Habbaniya. Noví letci se školili na britské letecké akademii v Cranwellu.
Prvními letouny RIAF se stalo pět cvičných strojů de Havilland D.H.60T Gipsy Moth, dodaných 22. dubna 1931. V dodávkách následoval roj letounů de Havilland D.H.80 Puss Moth, které byly vybaveny pumovými závěsníky, radiostanicemi a kamerami. V roce 1934 irácké letectvo získalo dopravní letouny de Havilland D.H.84 Dragon, bojové Hawker Audax (Nisr), cvičné de Havilland Tiger Moth a množství pozemního vybavení.
V polovině 30. let začali britští vojenští poradci na čas opouštět zemi a společně se zvyšující se nezávislostí země zde začala působit Itálie. RIAF tak do své výzbroje v roce 1938 zařadilo 25 bitevních strojů Breda Ba.65 a čtyři dvoumotorové bombardovací letouny Savoia-Marchetti SM.79B, které však byly všechny zničeny během bojů s Brity v roce 1941.
Do roku 1940 pak Británie do Iráku dodala 15 stíhacích strojů Gloster Gladiator, několik dvoumotorových Avro Anson určených k bombardování, dopravní de Havilland Dragon Rapide a de Havilland D.H.90 Dragonfly. Z USA byly dodány lehké bombardéry Douglas DB-8A-4. V roce 1940 mělo RIAF šest operačních bojových squadron, organizovaných podle vzoru Royal Air Force.
V květnu 1941 došlo v Iráku k povstání, do čela vlády se dostal Rašíd Alí al-Kajlání a země se přeorientovala na německé spojence. Během leteckých bojů s RAF utrpělo RIAF značné ztráty, proto Němci do Iráku poslali 14 letounů Heinkel He 111H-6 od 4./KG 4 a 14 strojů Messerschmitt Bf 110D-3 z Řecka od jednotky 4./ZG 76. Italové pak do Iráku dodali 11 strojů Fiat CR.42. RAF si nadále udrželo převahu a až do konce druhé světové války irácké letectvo donutilo k nečinnosti.
Po vítězství Spojenců nastala změna politické orientace také v Iráku, byla obnovena probritská monarchie společně s obnovou RIAF. V roce 1946 irácké letectvo převzalo stíhací a stíhací-bombardovací stroje Hawker Fury F.Mk.I (55 kusů), dopravní de Havilland Dove a později rovněž cvičné de Havilland Chipmunk a transportní Bristol Freighter. Zároveň byla otevřena letecká akademie v Rashidu.
První proudové letouny převzalo RIAF v roce 1953. Nejdříve šest cvičných dvoumístných letounů de Havilland Vampire T.55 a následně 12 jednomístných stíhacích Vampirů F.B.52. O rok později přišlo 12 výkonnějších strojů de Havilland Venom F.B.50. Výzbroj se postupně rozšířila na nové Venomy, pozorovací letouny Auster A.O.P.6, de Havilland Devon, Avro Anson a další Freightery. U akademie byly používány cvičné vrtulové stroje Hunting Provost T.53 a vrtulníky Westland Dragonfly. V roce 1956 RIAF disponovalo více než stovkou letadel a patřilo v oblasti k silným letectvům. V roce 1957 RIAF získalo pět moderních stíhacích exemplářů Hawker Hunter F.6 z Británie, později doplněných o další belgické a nizozemské generálkované Huntery F.G.A.59. S touto výzbrojí RIAF vstoupilo do krátké federace s Jordánskem a státního převratu v létě 1958, kdy byla svržena monarchie s následným vyhlášením republiky El-Džamhúríja el-Irákija.
Nový režim přerušil britské spojenectví a v letech 1959–1960 se v zemi začali objevovat sovětští poradci. Jen od roku 1958 do roku 1959 bylo iráckému vojenskému letectvu dodáno 15 cvičných letadel Jak-11, 20 strojů MiG-15bis, 30 MiGů-15UTI, přes 100 exemplářů MiG-17, 12 Il-28, 20 An-2 a 13 Il-14M.

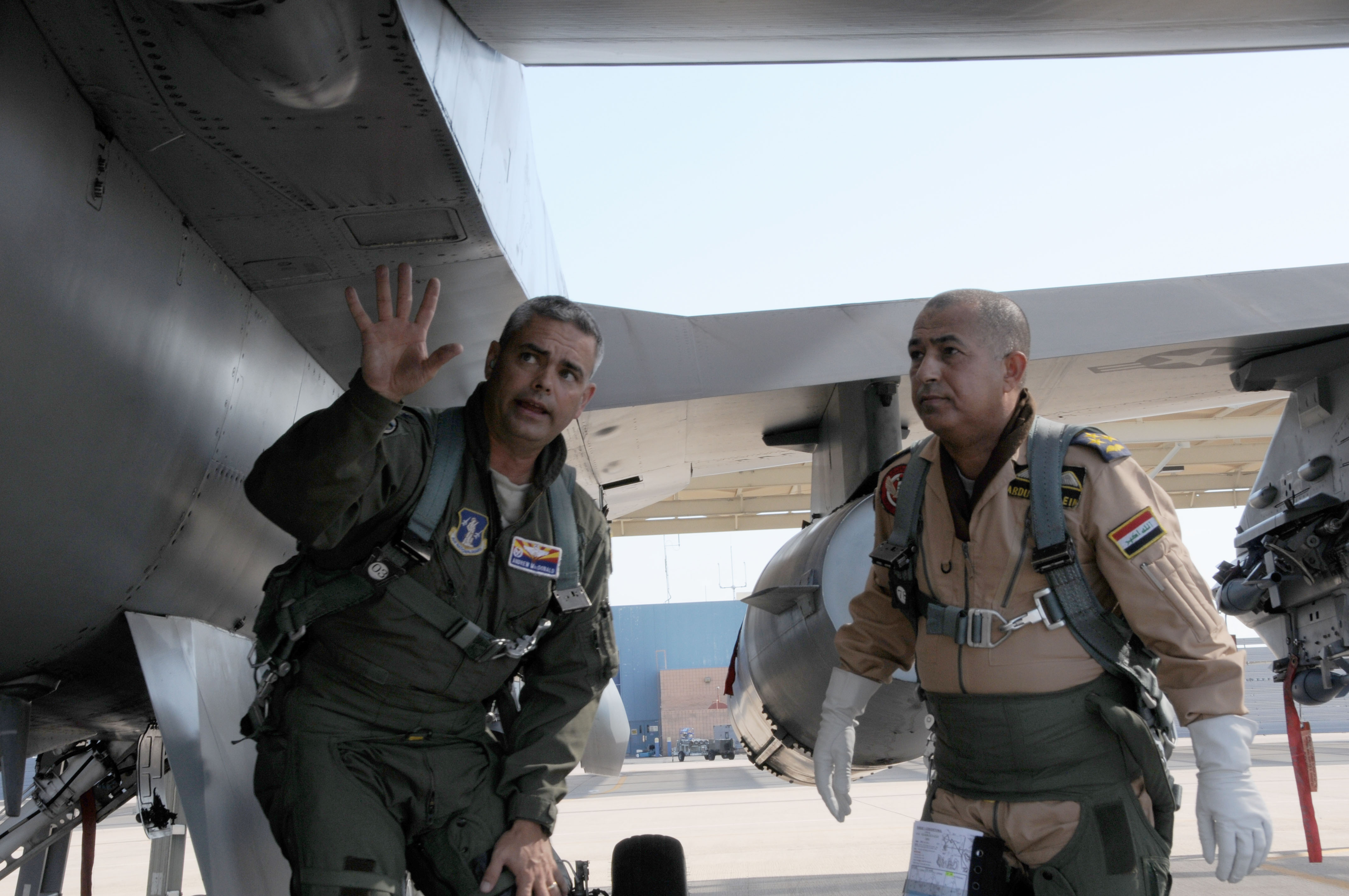
Důstojník iráckého letectva při výcviku na stroje F-16 v Arizoně

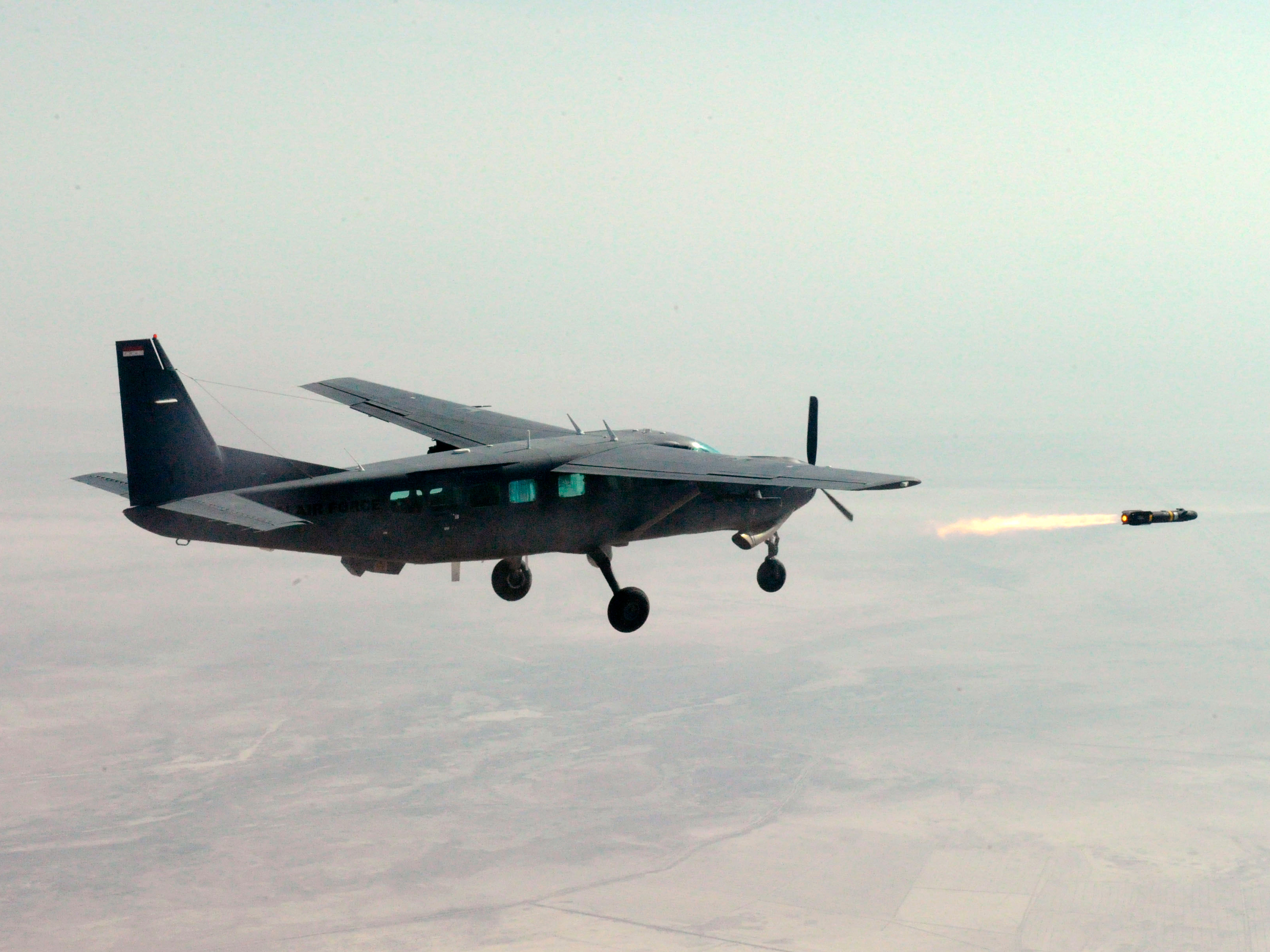
Cessna AC-208B Combat Caravan Iráckého letectva při cvičném odpalu střely Hellfire.

Dodávky obrovského množství sovětské letecké techniky pokračovaly také během 60. let 20. století, kdy irácké letectvo posílilo 20 letounů MiG-19S, 21 MiG-21F-13, 90 MiGů-21PF, přes 100 MiGů-21PFM, 12 MiGů-21UM, 50 Su-7BMK, 8 bombardérů Tu-16K, 12 transportních An-12B, 8 vrtulníků Mi-1 a 35 Mi-4.
Tyto dodávky značně snížily závislost Iráku na Velké Británii, která v tomto období dodala iráckému letectvu pouze 20 cvičných strojů BAC Jet Provost a 12 vrtulníků Westland Wessex. Z Francie bylo dodáno také 60 lehkých víceúčelových vrtulníků SA.316 Alouette III.
Po Šestidenní válce, během které přišlo irácké letectvo o 20 letadel, inicioval Baasistický Irák program dovybavení svých leteckých sil novými stroji sovětské výroby. Dodávky sovětské letecké techniky zintenzivnily po roce 1972, kdy byla podepsána sovětsko-irácká dohoda o dvacetiletém přátelství a spolupráci. Tato dohoda Iráku umožnila vybavení svého letectva 40 novými MiGy-21MF, 12 bombardéry Tu-22, jedenácti An-24, 10 An-26, 16 vrtulníky Mi-6 a 150 Mi-8. Mezitím začaly ke zlepšení pilotního výcviku přicházet československé letouny Aero L-29 Delfín.
Dne 7. října 1973 se irácké letectvo zapojilo do probíhající Jomkipurské války, během níž přišlo o 21 strojů Hunter a MiG-21.
Když v roce 1979 přišel k moci Saddám Husajn, letectvo narůstalo velmi rychle. Irák začal objednávat více sovětských a francouzských letadel. Vrchol přišel několik let po dlouhé a krvavé irácko-íránské válce v letech 1980 až 1988, kdy se letectvo skládalo z více než 950 letadel včetně Dassault Mirage F1EQ, MiG-25 a MiG-29 a stalo se jednou z největších vzdušných sil v regionu.
Jeho pád přišel během války v Zálivu a pokračoval, když koaliční síly vymáhaly bezletové zóny na severu a jihu Iráku vyhlášené OSN. Zbytky iráckého letectva byly zničeny během invaze do Iráku v roce 2003. V současné době letectvo prodělává přestavbu a většinu výcviku a letadel dostává z USA.
V červnu 2014 se rozhodl Irák zakoupit, kvůli pokračujícím bojům s bojovníky Islámského státu v Iráku a Levantě, od Ruska a Běloruska použité letouny Suchoj Su-25 a údajně i Suchoj Su-30, a helikoptéry Mil Mi-28 a Mil Mi-35. Došlo také k nákupu českých lehkých bojových strojů Aero L-159 Alca.

## Přehled letecké techniky
Tabulka obsahuje přehled letecké techniky Iráckého letectva podle Flightglobal.com.
| Název                                          | Fotografie     | Původ               | Určení                                            | Verze                  | Ve službě      | Poznámky                                                              |                |
| Bojové letouny                                 | Bojové letouny | Bojové letouny      | Bojové letouny                                    | Bojové letouny         | Bojové letouny | Bojové letouny                                                        | Bojové letouny |
| ---------------------------------------------- | -------------- | ------------------- | ------------------------------------------------- | ---------------------- | -------------- | --------------------------------------------------------------------- | -------------- |
| Aero L-159 Alca                                |                | Česko               | lehký bojový letoundvoumístný letoun              | L-159AL-159T           | 80             | Objednáno ještě 10 L-159A a 2 L-159T, s opcí na dalších 7 L-159A      |                |
| Cessna 208 Caravan                             |                | USA                 | ozbrojený užitkový letoun                         | AC-208B Combat Caravan | 2              |                                                                       |                |
| General Dynamics F-16 Fighting Falcon Block 52 |                | USA                 | víceúčelový stíhací letoundvoumístný letoun       | F-16C/IQF-16D/IQ       | 137            | Objednáno dalších 10 F-16C/IQ a 5 F-16D/IQ                            |                |
| JF-17 Thunder                                  |                | Čína                | víceúčelový stíhací letoun                        | Block III              | 0 (+12)        | Objednány v únoru 2022.                                               |                |
| Suchoj Su-25                                   |                | Sovětský svaz       | bitevní letoun                                    |                        | 21             | Část letounů byla zakoupena v Rusku a Bělorusku, část darována Íránem |                |
| Speciální letouny                              |                |                     |                                                   |                        |                |                                                                       |                |
| AMD Alarus CH2000                              |                | USA                 | lehký pozorovací letoun                           | Alarus CH2000 MTSA     | 7              |                                                                       |                |
| Beechcraft Super King Air                      |                | USA                 | průzkumný letoun                                  | King Air 350 Recce     | 6              | Objednán ještě 1 kus                                                  |                |
| Cessna 208 Caravan                             |                | USA                 | pozorovací letoun                                 | Cessna 208 Recce       | 3              |                                                                       |                |
| Seabird Seeker                                 |                | Austrálie Jordánsko | lehký pozorovací letoun                           | SB7L-360A              | 2              |                                                                       |                |
| Dopravní a transportní letouny                 |                |                     |                                                   |                        |                |                                                                       |                |
| Antonov An-32                                  |                | Sovětský svaz       | taktický transportní letoun                       |                        | 6              |                                                                       |                |
| Antonov An-178                                 |                | Ukrajina            | střední transportní letoun                        |                        | 0              | Objednány 3 kusy                                                      |                |
| Beechcraft Super King Air                      |                | USA                 | lehký dopravní letoun                             | King Air 350           | 1              |                                                                       |                |
| de Havilland Canada DHC-6 Twin Otter           |                | Kanada              | lehký transportní/užitkový letoun vlastností STOL |                        | 2              |                                                                       |                |
| Lockheed C-130 Hercules                        |                | USA                 | taktický transportní letoun                       | C-130E                 | 3              |                                                                       |                |
| Lockheed Martin C-130J Super Hercules          |                | USA                 | taktický transportní letoun                       | C-130J                 | 6              |                                                                       |                |
| Pilatus PC-12                                  |                | Švýcarsko           | spojovací/lehký dopravní letoun                   |                        | 4              |                                                                       |                |
| Vrtulníky                                      |                |                     |                                                   |                        |                |                                                                       |                |
| Aérospatiale Gazelle                           |                | Francie             | ozbrojený průzkumný vrtulník                      | SA342                  | 6              |                                                                       |                |
| Bell 412                                       |                | USA                 | víceúčelový vrtulník                              |                        | 0              | Předběžně objednáno 12 kusů.                                          |                |
| Cvičná letadla                                 |                |                     |                                                   |                        |                |                                                                       |                |
| Beechcraft T-6 Texan II                        |                | USA                 | cvičný letoun                                     | T-6A                   | 15             | Plánována dodávka dalších 24 kusů v lehké bojové verzi AT-6C          |                |
| Bell 206                                       |                | USA                 | cvičný vrtulník                                   |                        | 10             |                                                                       |                |
| Cessna 208 Caravan                             |                | USA                 | cvičný letoun                                     |                        | 3              |                                                                       |                |
| KAI T-50 Golden Eagle                          |                | Jižní Korea         | proudový cvičný letoun                            | T-50IQ                 | 6              | Objednáno ještě 18 kusů                                               |                |
| Utva Lasta                                     |                | Srbsko              | letoun pro základní výcvik                        | Lasta 95N              | 20             |                                                                       |                |

## Galerie

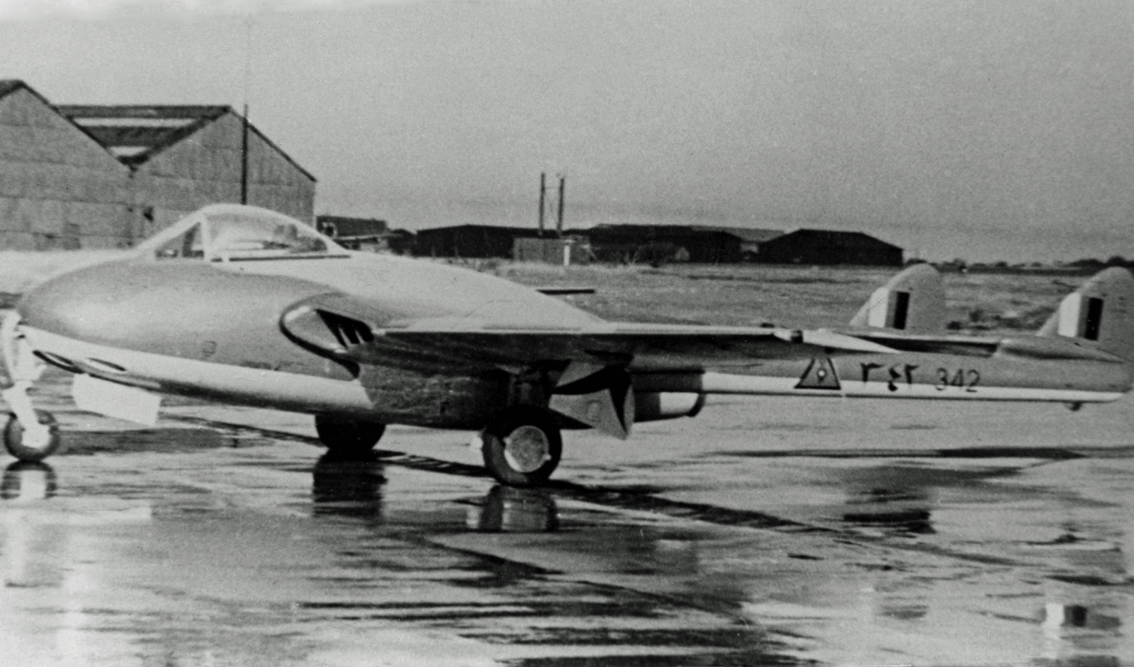
De Havilland Vampire dodaný v roce 1953
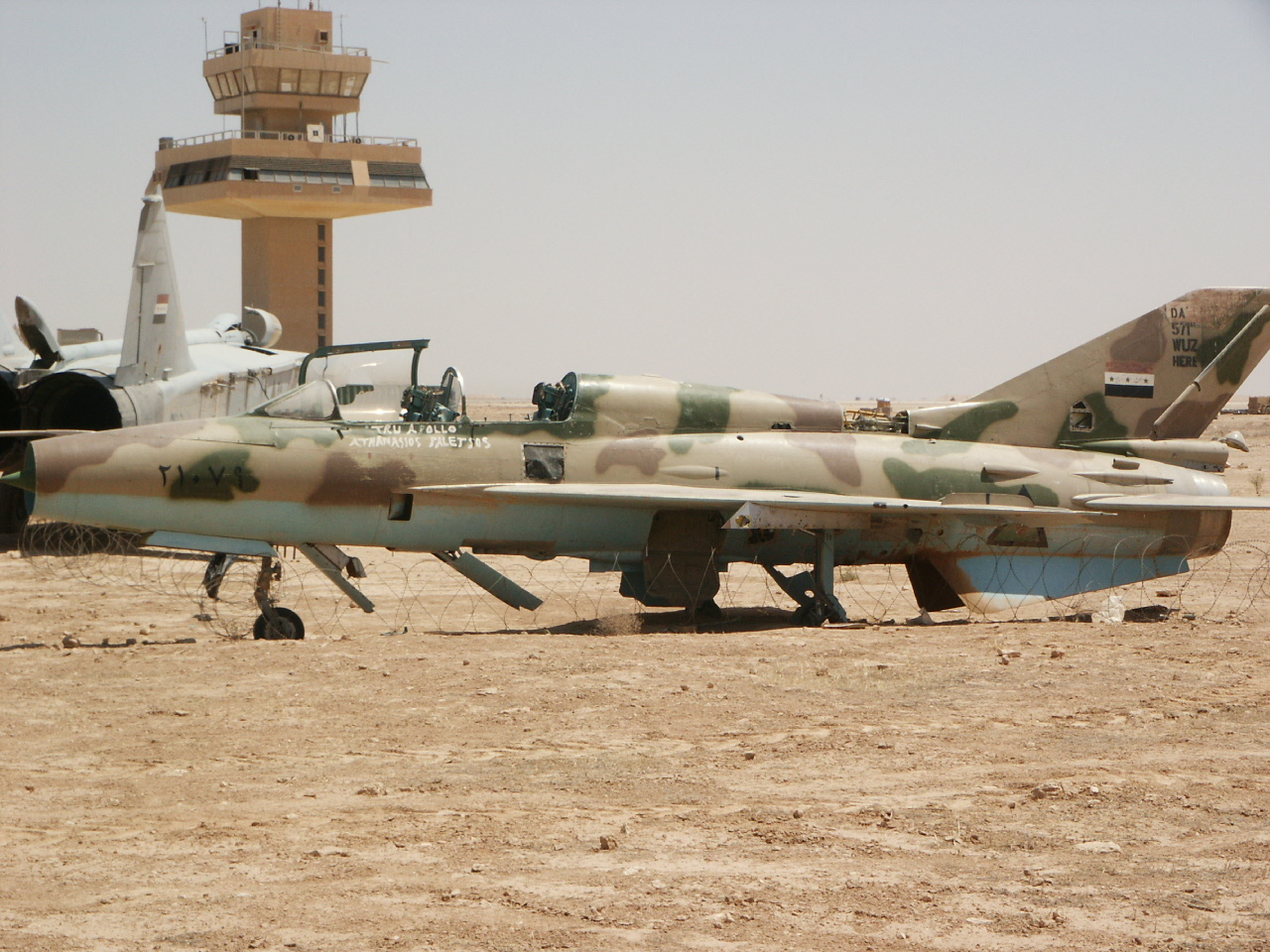
Opuštěný letoun FT-7
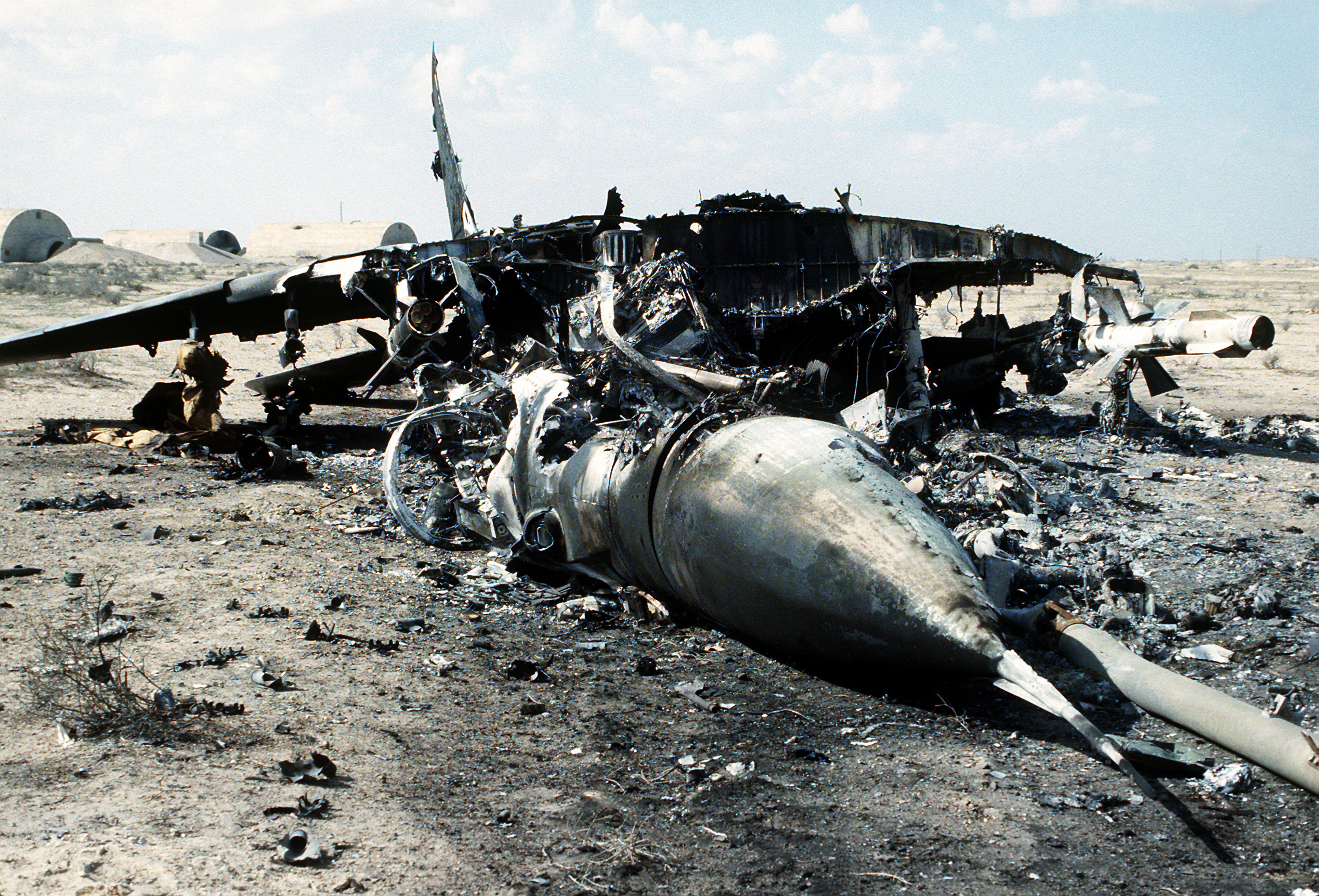
Vrak letounu MiG-29 zničeného během operace Pouštní bouře
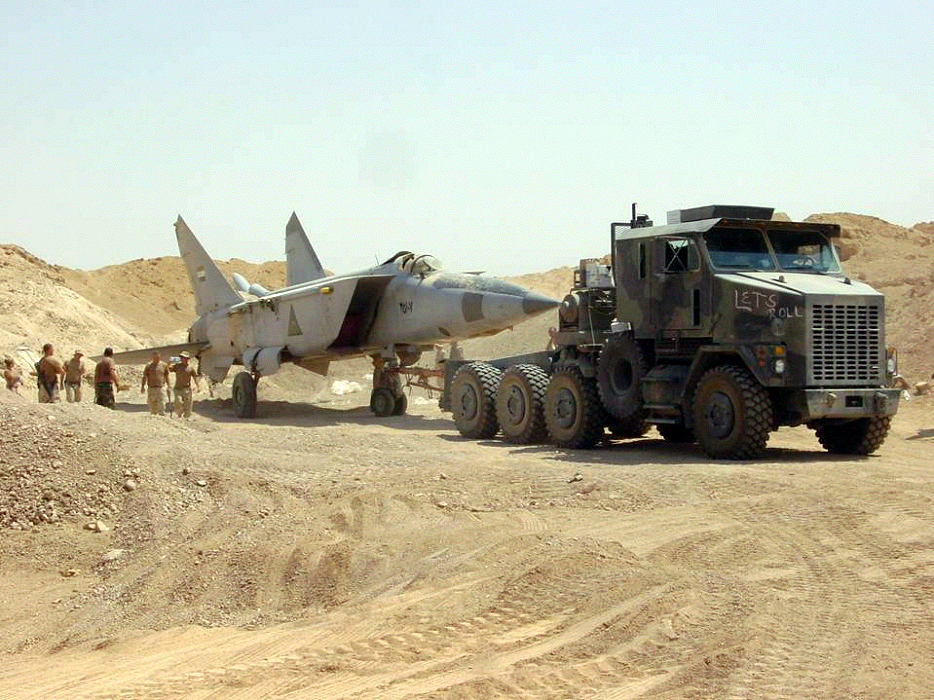
MiG-25, který byl vytažen z písku poblíž Bagdádu
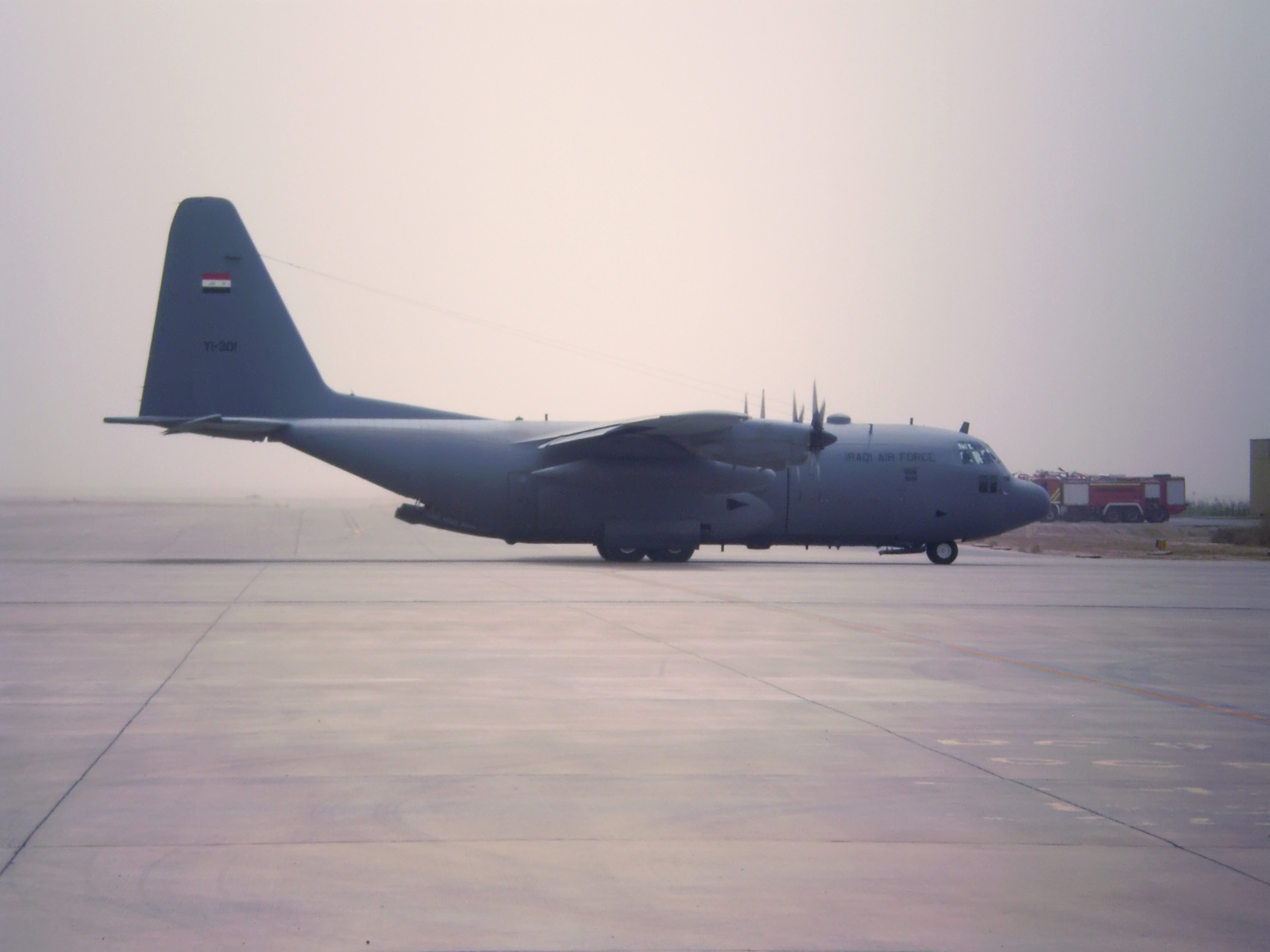
Irácký C-130 Hercules (2005)
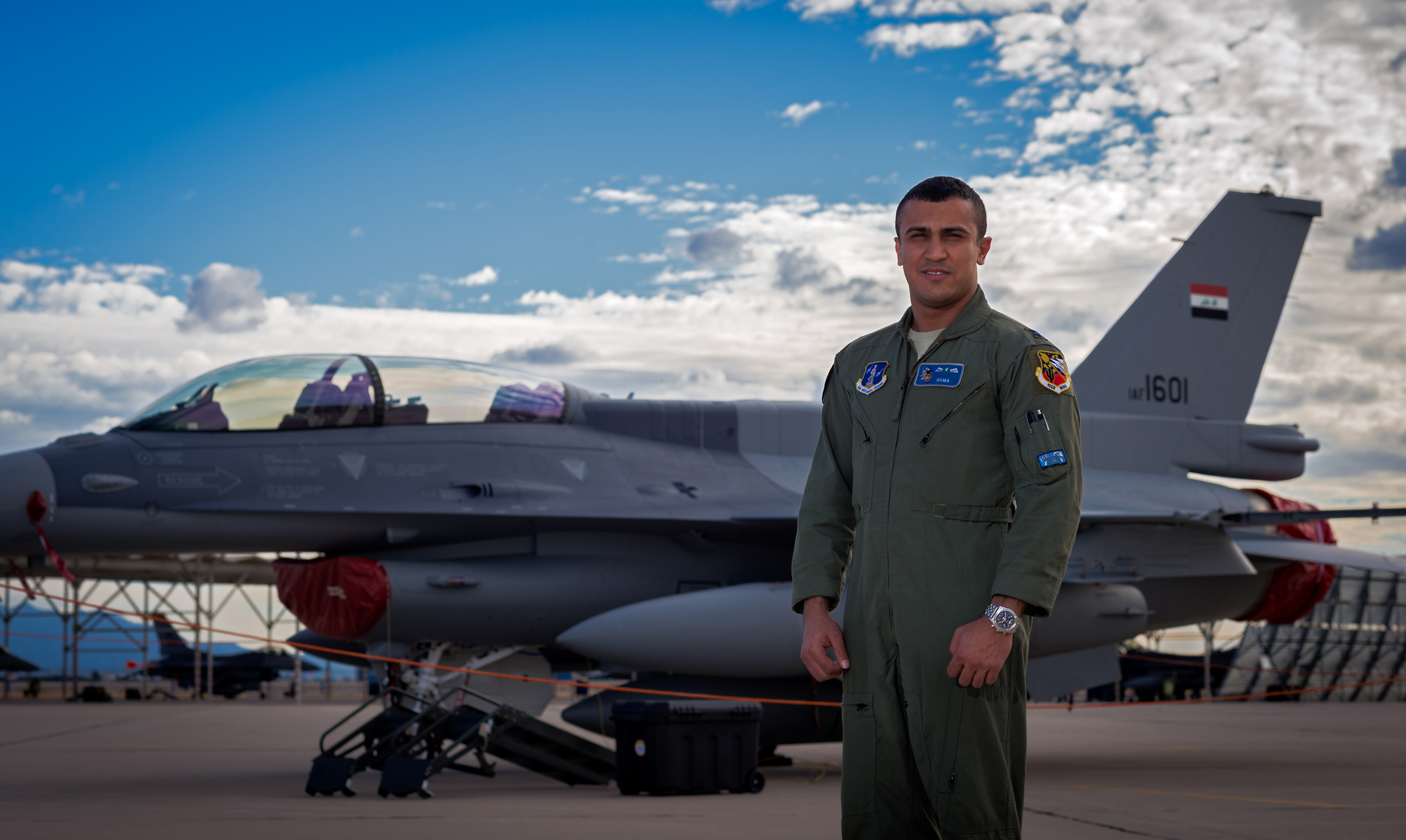
Irácký F-16D (2014)